# Malcolm Pyrah
Malcolm Pyrah (Nottingham, 26 augustus 1941) is een voormalig Brits springruiter.

## Biografie
Zijn eerste internationaal succes behaalde hij 1972, toen hij met het Brits team een landenwedstrijd won in Madrid.
In de jaren 1980 beschikte hij met het in Ierland geboren springpaard Towerlands Anglezarke over een van de beste springpaarden op het circuit. Met Anglezarke won Pyrah vele Grote Prijzen en vertegenwoordigde hij jarenlang Groot-Brittannië op internationale landenwedstrijden.
In 1981 won hij op Anglezarke het CHIO Aken, zowel individueel als met de Britse ploeg, en werd hij tweede op het Europees kampioenschap in München, achter De Duitser Paul Schockemöhle.
Op het wereldkampioenschap 1982 in Dublin was hij een van de vier finalisten, en werd vooraf als favoriet getipt. Hij eindigde evenwel tweede, na de Duitser Norbert Koof. Na de vier ritten met vier verschillende paarden in de finale had Pyrah evenveel strafpunten als de Fransman Michel Robert, waarna beide nog een barrage op tijd moesten rijden. Hierin was Pyrah op Anglezarke de snelste.
Het Britse team met Pyrah werd Europees kampioen in 1985 en 1987. In 1988 maakte Pyrah met Anglezarke deel uit van de Britse springruiterploeg op de Olympische Spelen in Seoel, waar Groot-Brittannië op de zesde plaats eindigde. In het individuele toernooi raakte hij niet tot in de finale.
In 2009 werd Pyrah benoemd tot Honorary Life Member van de British Showjumping Association (BSJA).

## Palmares (selectie)

### Individueel
- 1981,  CHIO Aken[3]
- 1981:  Europees kampioenschap, München
- 1982:  Wereldkampioenschap,Dublin
- 1985, 1987:  King George V Gold Cup, Hickstead[4]

### met het Britse team
- 1978:  Wereldkampioenschap, Aken
- 1979:  Europees kampioenschap, Rotterdam
- 1981:  CHIO Aken
- 1983:  Europees kampioenschap, Hickstead
- 1985:  Europees kampioenschap, Dinard
- 1987:  Europees kampioenschap, St. Gallen